# Adobe Fireworks
„Adobe Fireworks“, известен още като FW, е графичен редактор за растерни и векторни изображения. Създаден е от компанията Macromedia, която Adobe купува през 2005 г., и се цели към уеб дизайнерите (с възможности като: слайсове, хотспотове и т.н.).